# Musa (królowa Partii)
Musa (lub Theramusa) – niewolnica, żona króla Partii Fraatesa IV, królowa Partii (2 p.n.e. – 4 n.e.).

## Życiorys
Około roku 20 p.n.e. Oktawian August w podzięce za zwrot jeńców rzymskich i sztandarów zdobytych podczas bitwy pod Carrhae podarował Musę królowi Fraatesowi. Została ona szybko jego pierwszą żoną i gdy urodziła mu syna, Fraates zapragnął uczynić go swoim następcą. Na przeszkodzie stała jednak obecność 4 starszych synów. W celu uniknięcia sporów Fraates zdecydował się około roku 10 p.n.e. wysłać starszych synów do Rzymu. Jednakże Musa, obawiając się zmiany decyzji Fraatesa, otruła go i w roku 2 p.n.e. jej syn objął tron Partii jako Fraates V. Według Józefa Flawiusza została ona królową jako jego małżonka, to kazirodcze małżeństwo było jednak nie do przyjęcia dla partyjskiej arystokracji, i ok. 4 roku n.e. Musa została obalona i zabita wraz ze swoim synem. Występuje ona na partyjskich monetach wraz z Fraatesem V, co wskazuje na to, że najprawdopodobniej współrządziła ona państwem.